# 袋井市立浅羽北小学校
袋井市立浅羽北小学校（ふくろいしりつ あさばきたしょうがっこう）は、静岡県袋井市浅羽にある公立小学校。通称は浅北（あさきた）。
浅羽中学校・浅羽南小学校・浅羽北幼稚園など13の機関からなる「浅羽学園」の一校である。

## 沿革
1873年（明治6年）、学制の発布を受けて開校した上浅羽小学校と西浅羽小学校を統合し、1970年（昭和45年）4月に浅羽北小学校として開校した。
- 1970年（昭和45年）4月1日 - 浅羽町立浅羽北小学校として開校[2]。
- 1971年（昭和46年）9月1日 - 新校舎を落成[2]。
- 1973年（昭和48年）8月3日 - プール竣工式を開催[2]。
- 1980年（昭和55年）12月20日 - 体育器具室兼防災倉庫を落成[2]。
- 1983年（昭和58年）7月21日 - アスレチック施設を設置[2]。
- 1984年（昭和59年）2月24日 - 南校舎および職員室を増築[2]。
- 1986年（昭和61年）11月 - 県健康優良校として県教育委員会および朝日新聞社から表彰される。全国保健体育優良校として日本学校体育研究連合から表彰される[2]。
- 1987年（昭和62年）11月 - 全国健康優良校として文部省・厚生省・朝日新聞社から表彰される。県健康優良校として県教育委員会・県学校保健会から表彰される[2]。
- 1991年（平成3年）4月1日 - 浅羽東小学校が分離開校[2]。
- 1993年（平成5年）5月17日 - わんぱくランドを設置。
- 1999年（平成11年）11月20日 - 開校30周年記念式典を開催[2]。
- 2005年（平成17年）4月1日 - 袋井市との合併により、「袋井市立浅羽北小学校」に改称[2]。
- 2010年（平成22年）3月 - 新体育館を落成[2]。
- 2011年（平成23年）10月27日 - 文部科学大臣より学校安全に関する表彰を受ける[2]。
- 2012年（平成24年）11月14日 - 県交通安全協会長賞を受賞[2]。
- 2016年（平成28年） - 国民安全功労者として、内閣総理大臣賞を受賞[2]。
- 2019年（令和元年） - 開校50周年記念式典を開催。全教室にエアコンを設置[2]。
- 2020年（令和2年） -  浅羽学園小中一貫教育を開始[2]。

## 学区
- 浅名
- 豊住
- 長溝
- 浅岡
- 中
- 浅羽一色
- 西ケ崎
- 富里
- 梅山（2356番地から2404番地、4101番地から4301番地の56まで）
- 松原（6番地の1から70番地まで）
- 新堀（346番地から659番地まで）
- 浅羽（630番地から634番地、749番地から1426番地、1770番地の6、1773番地の4から1773番地の7、1776番地の1、1788番地の1から1809番地の1、1954番地の1から1957番地、3960番地から3962番地、4168番地から4510番地まで）

出典：

## 進学先の中学校
- 袋井市立浅羽中学校[3]

## アクセス
袋井市コミュニティバス53南部循環左回り「浅羽北小前」停留所から徒歩で約2分

## 周辺
- ルンビニひかり園
- 袋井市立浅羽北幼稚園
- 浅羽児童遊園